# رياعة كمونية
الرياعة الكمونية أو البامبوزيا أو الجمبولان أو الجامبول (الاسم العلمي: Syzygium cumin) من العائلة الآسية (الاسم العلمي: Myrtaceae) شجرة تنمو في المناخات المدارية وشبه المدارية، وهي مقاومة للجفاف وتتقبل مختلف أنواع التربة. تزرع الشجرة لقيمتها التزيينية ولأزهارها العطرة أو كشجرة مثمرة. ثمار الجمبولان تحتوي على نسبة عالية من فيتامين إيه وسي  
. الشجرة لديها خصائص طبية كثيرة، حيث تستخدم بذورها وأوراقها ولحائها في مختلف نظم العلاج البديل والطب الصيني.
يعتبر هذا النبات غازيًا في جنوب إفريقيا وأجزاء من البحر الكاريبي والعديد من جزر أوقيانوسيا وهاواي.

## تاريخ
يذكر كتاب «The Useful Native Plants of Australia (النباتات الأصلية المفيدة في أستراليا)» عام 1889، أن النبات قد سُمِّيَ باسم "Durobbi" (دوروبي) من قِبل السكان الأصليين الأستراليين، وأن الفاكهة يأكلها كثيرًا السكان الأصليون في الهند. الفاكهة في مظهرها تشبه فاكهة الدامسون (Damson)، ولها قسوة لكن نكهتها حلوة، قابضة وحمضية إلى حدٍ ما. تُؤكَل من قِبَل الطيور، وهي طعام مفضل للثعلب الطيار. استُخدِمت الفاكهة في الطب التقليدي.

## وصف

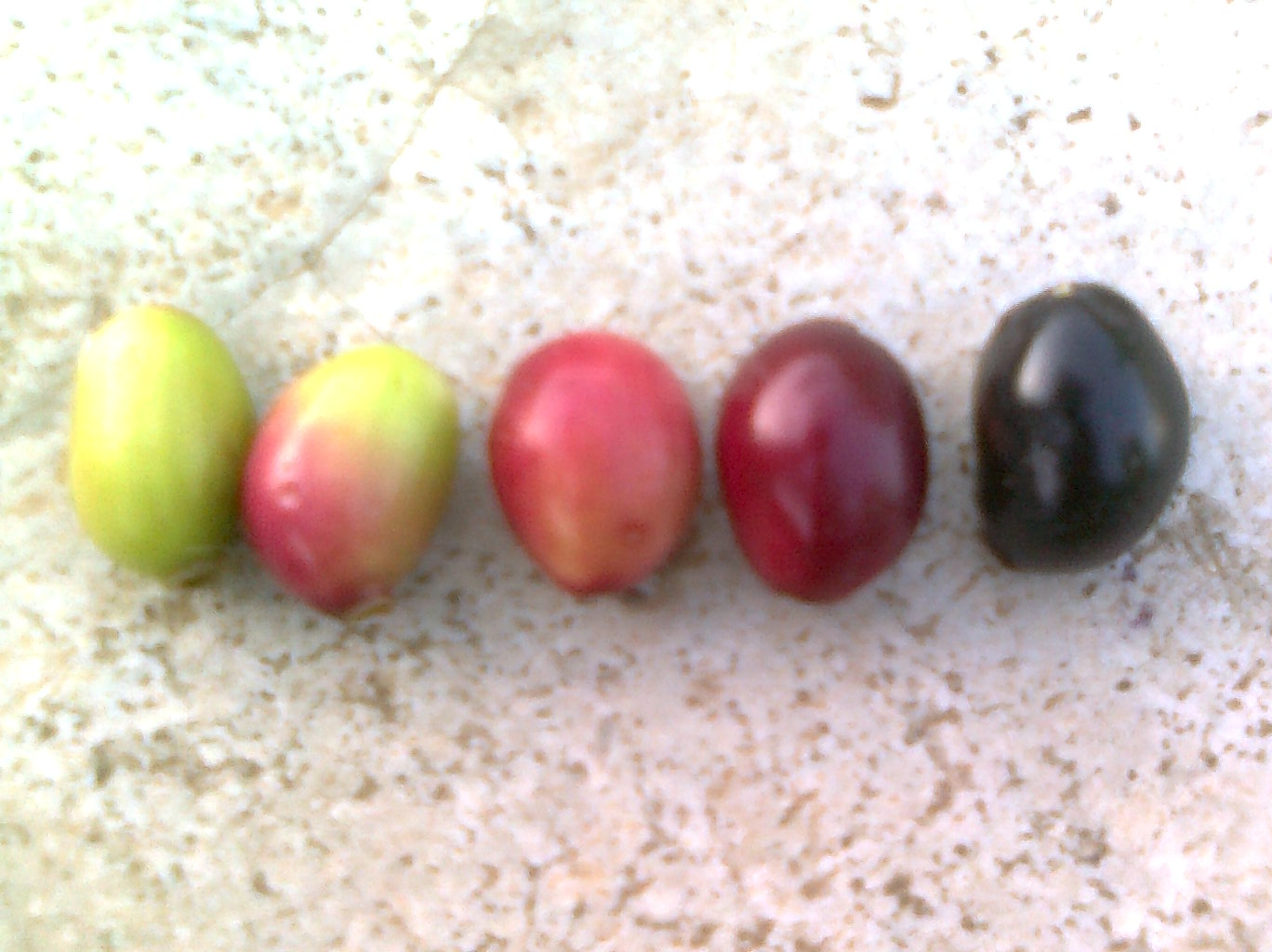
يتغير لون فاكهة الرياعة الكمونية من الأخضر إلى الوردي إلى الأحمر الدموي إلى الأسود مع نضوجها.

يُعَد هذا النبات من الأنواع البطيئة النمو، يمكن أن يصل ارتفاعها إلى 30 مترًا، ويمكن أن تعيش أكثر من 100 عام. توفر أوراقها الكثيفة الظل وتزرع فقط لقيمتها التزيينية. في قاعدة الشجرة، يكون اللحاء خشنًا ورماديًا داكنًا، ويصبح رماديًا أفتح وأكثر نعومةً في الأعلى. يكون الخشب مقاومًا للماء بعد تجفيفه في الفرن؛ ولهذا يُستَخدَم في عوارض السكك الحديدية وتركيب المحركات في الآبار. تُستخدم أحيانًا في صناعة الأثاث والمساكن القروية الرخيصة، على الرغم من صعوبة النجارة نسبيًا.
الأوراق التي لها رائحة تشبه زيت التربنتين، تكون زهرية في صِغَرِها، وتتحول إلى لون أخضر لامع جلدي داكن مع عشب متوسط أصفر أثناء نضجها. تستخدم الأوراق كغذاء للماشية؛ لما لها من قيمة غذائية جيدة. تبدأ أشجار الرياعة الكمونية بالإزهار من مارس إلى أبريل. الزهور عَطِرة وصغيرة، قطرها حوالي 5 ملم. تتطور الثمار بحلول مايو أو يونيو وتشبه التوت الكبير، توصف ثمار أنواع الرياعة الكمونية بأنها «حسلة».
الثمرة مستطيلة إلى بيضاوية الشكل. تبدو الفاكهة غير الناضجة خضراء. عندما تنضج، يتغير لونها إلى الوردي، ثم إلى الأحمر القرمزي اللامع وأخيراً إلى اللون الأسود. هناك نوع مختلف من الشجرة ينتج فاكهة بيضاء اللون. تحتوي الفاكهة على مزيج من النكهة الحلوة والحامضة والقابضة وتميل إلى تلوين اللسان باللون الأرجواني.

## الاستخدامات
تُؤكَل ثمار الرياعة الكمونية نيئة ويمكن تحويلها إلى صلصات أو مربى. يمكن تحويل الفاكهة الرديئة إلى عصير، أو هُلام أو شراب أو مثلجات، أو استخدامها في سلطة فواكه.الثمار الناضجة صالحة للأكل. تحظى الفواكه الطرية والعصيرية بشعبية كبيرة لدى الأطفال. يستخدم الموز لصنع المخللات والمربيات. يمكن صنع الخل من الفاكهة. تستخدم الأوراق كعلف. يتم أيضًا تغذية الأوراق لبعض ديدان القز. في بعض الأماكن يستخدم الناس أعواد الخيزران لتنظيف أسنانهم. يصنع النحل عسلًا جيدًا من الزهور المليئة بالعسل. لكن هذا العسل يفسد خلال بضعة أشهر إذا لم يتم حفظه. الخشب الذي يحترق جيدًا مفيد للحطب والفحم.يستخدم الخشب لأغراض عديدة. الخشب يتحمل الرطوبة ولا يأكله النمل الأبيض. الخشب جيد لصنع القيثارات. يتم أيضًا الحصول على الصبغة المستخدمة لصبغ شباك الصيد من خشب نبات القراص. في الفلبين، يتم تقطير المانجو على نطاق واسع لصنع الكحول. يتم اتباع اللاسي في بعض الأماكن بالموز. يستخدم الزيت الذي يتم الحصول عليه عن طريق تقطير الأوراق لإضفاء نكهة على الصابون. يزرع بانيان كشجرة ظل في مزارع البن. إذا تم تقليمها بعناية، يمكن أيضًا زراعة نبات البردي كتحوط جيد.

## الموطن الأصلي
الهند، نيبال، باكستان، إندونيسيا.

## أسماء أخرى

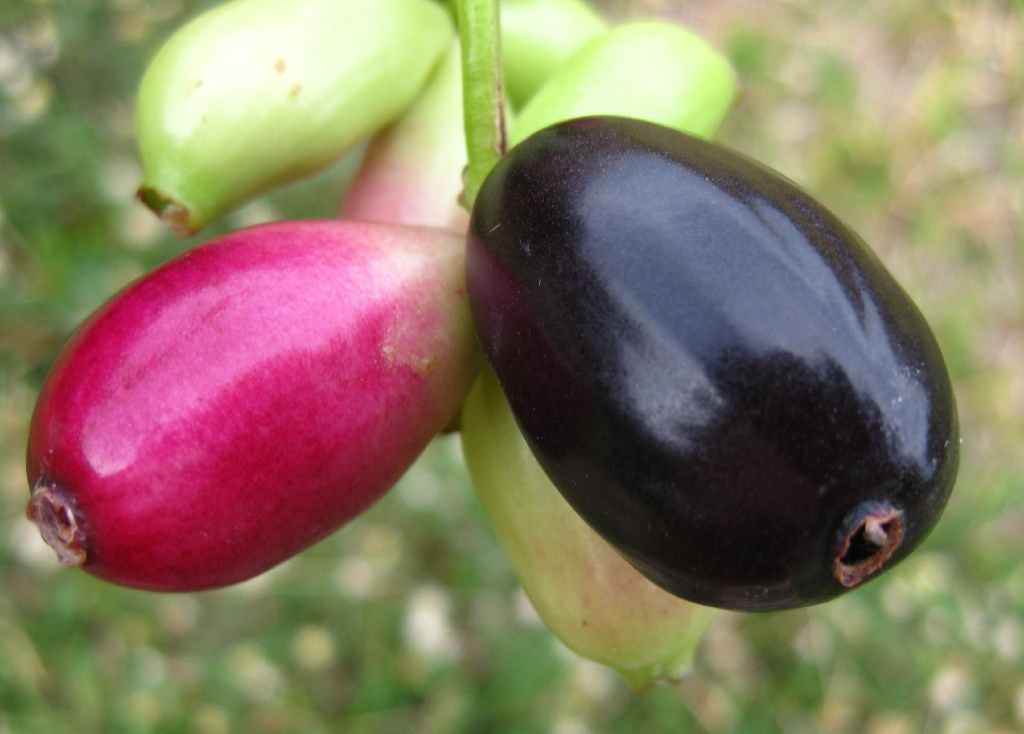
ثمار شجرة البامبوزيا

جمبولان، جمبول، بمبوزيا، الزام، جمّون، جمبو، جامبو، فلفل هندي، برقوق أسود هندي، دمسون أسود هندي  زونيا

## صفاتها
- شجرة كبيرة يصل طولها فوق 7 أمتار.
- تحتاج إلى إضاءة مباشرة.
- تتحمل الجفاف تسقى من 1-2 مرة في الأسبوع.
- تتحمل البرودة تحت الصفر.
- زهورها بيضاء قريبة من البياض.
- لها استخدامات طبية وعطرية وثمارها صالحة للأكل.[3]

## معرض صور

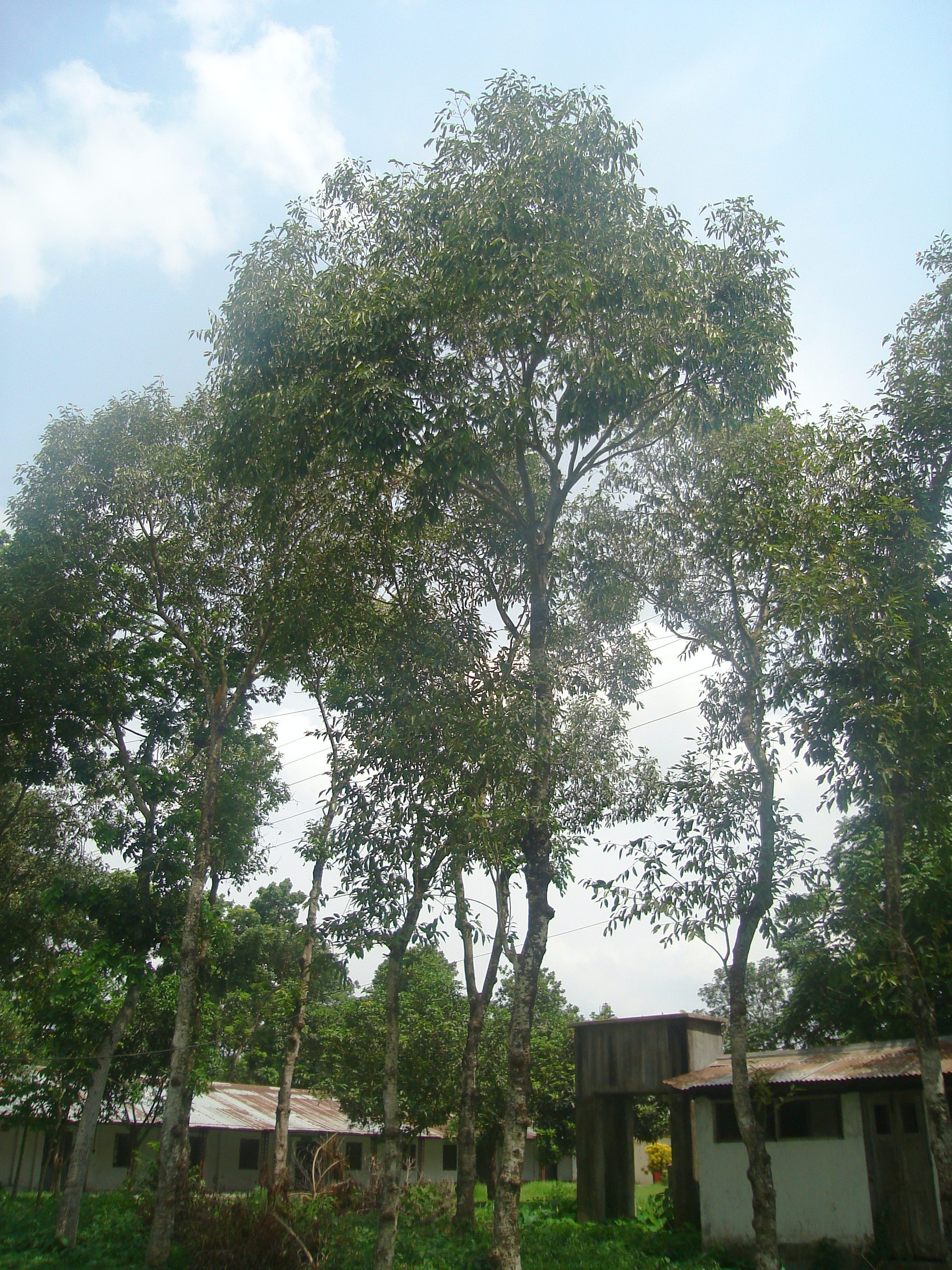
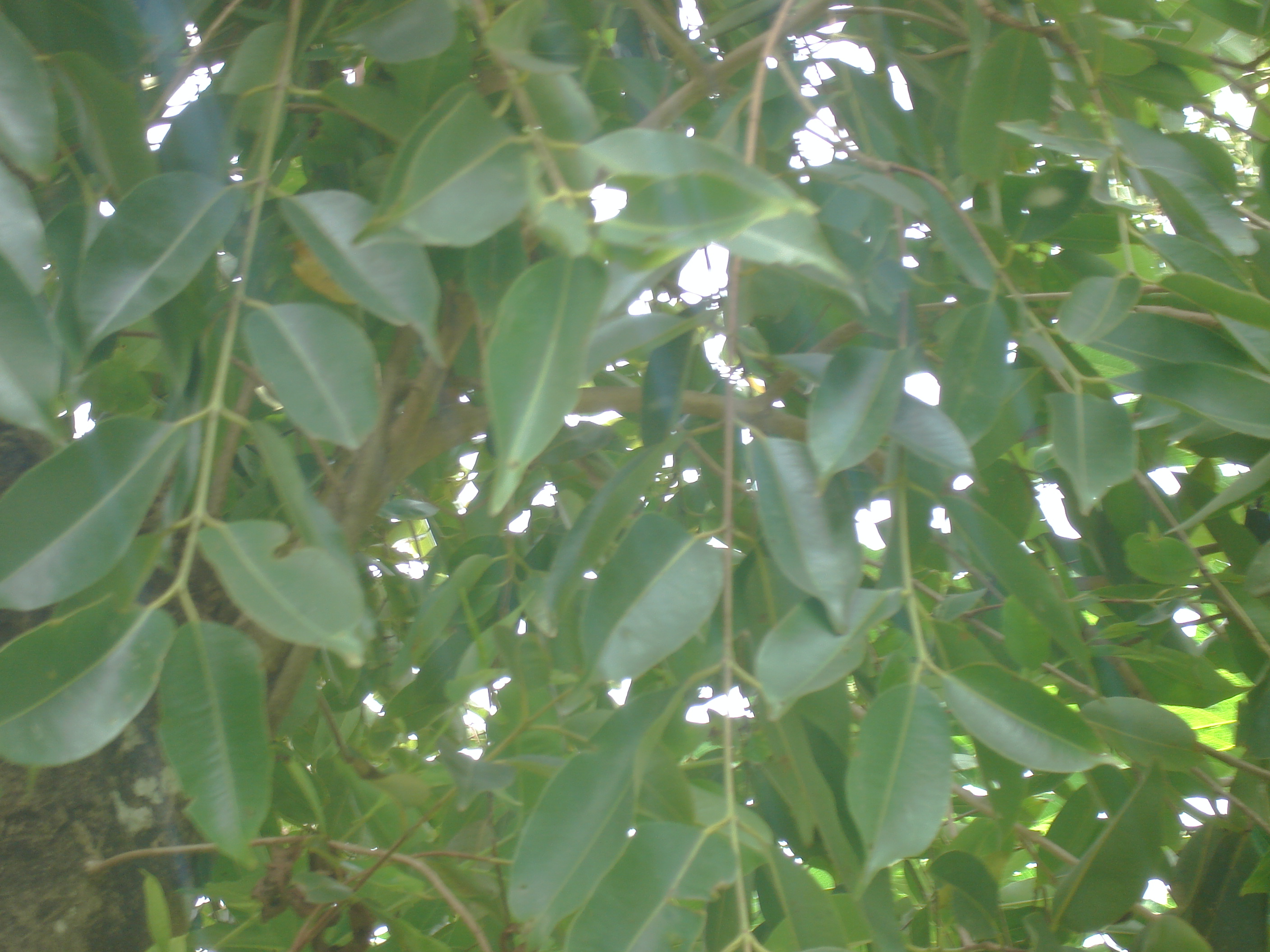
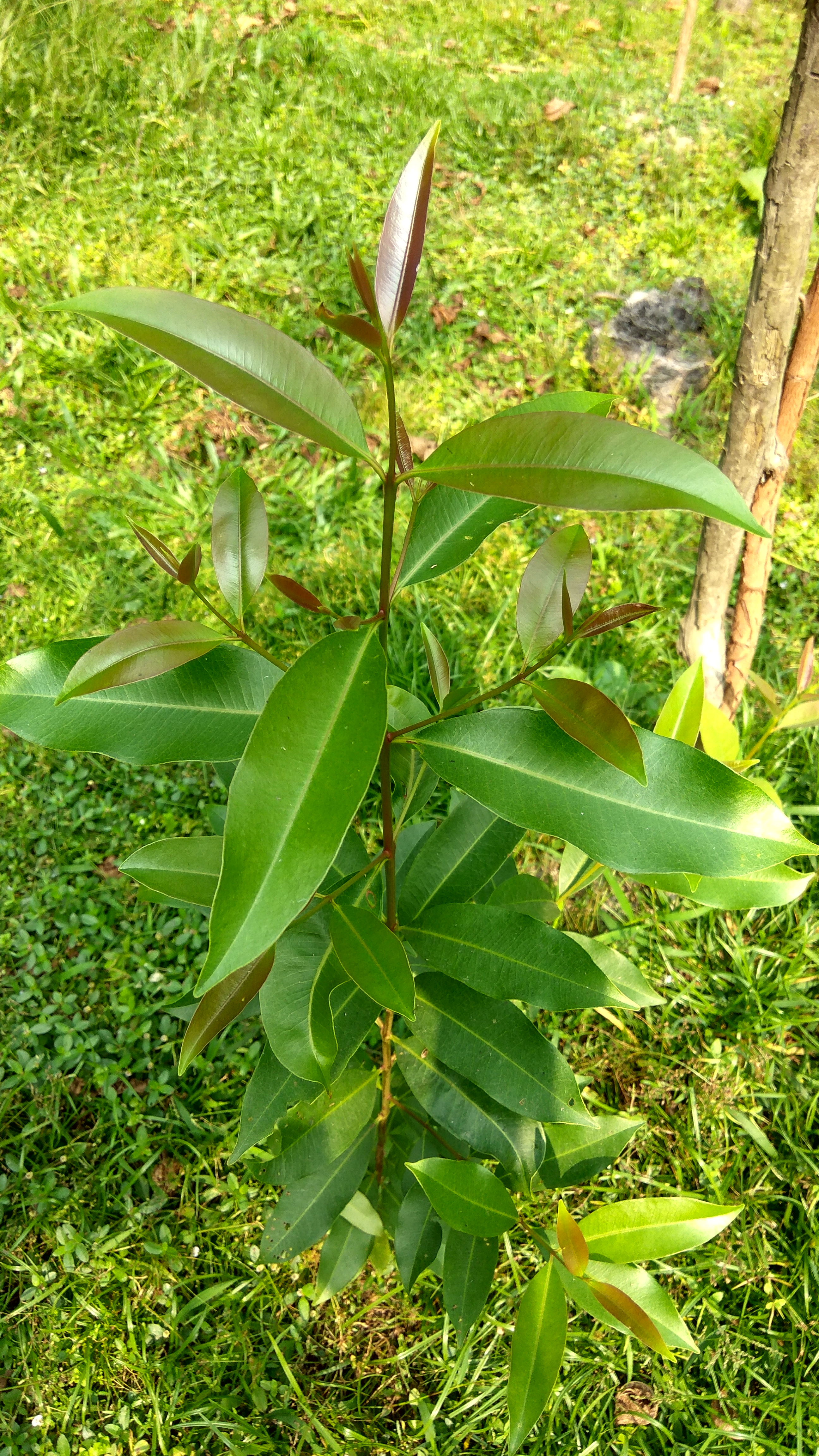
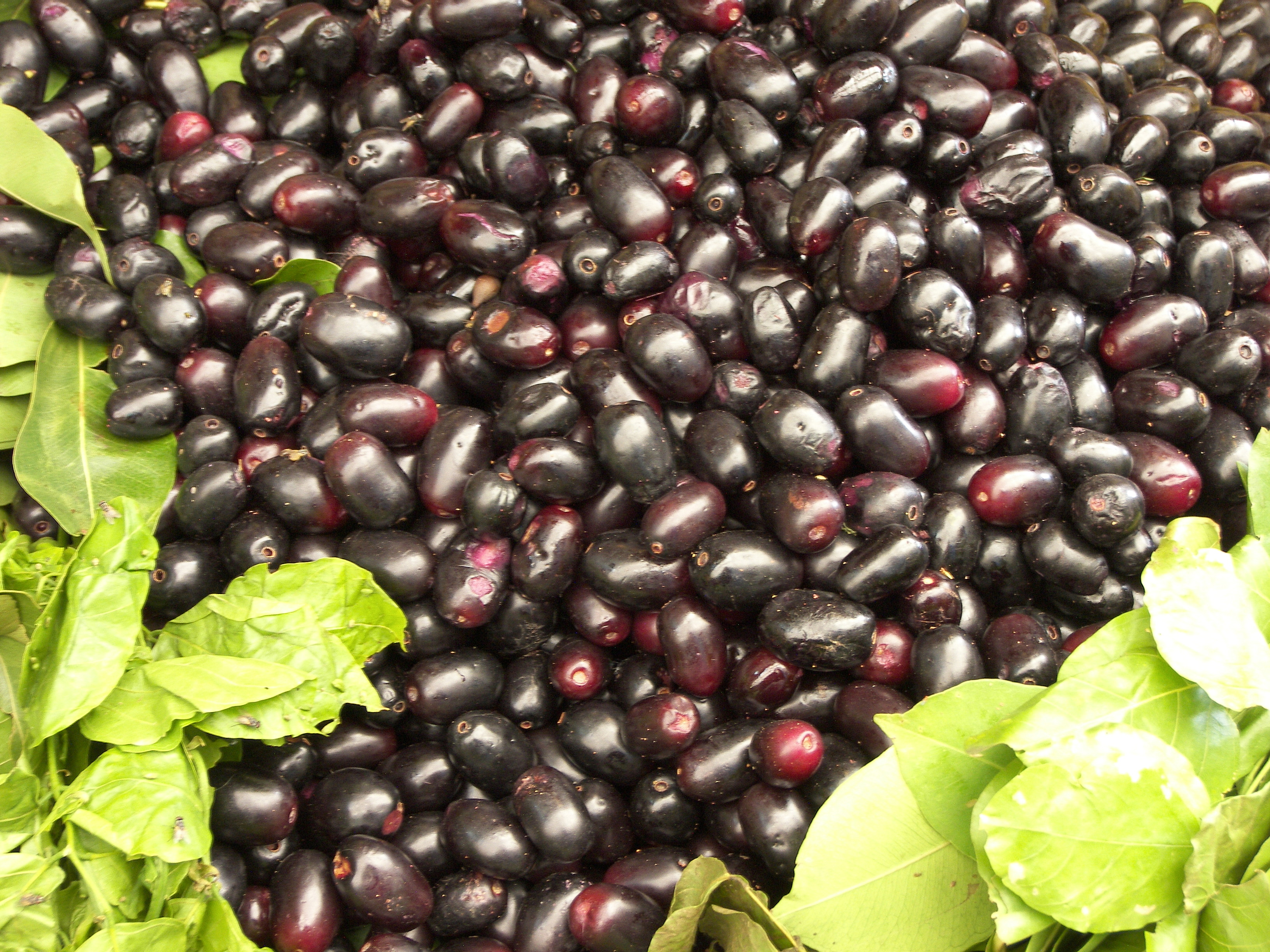
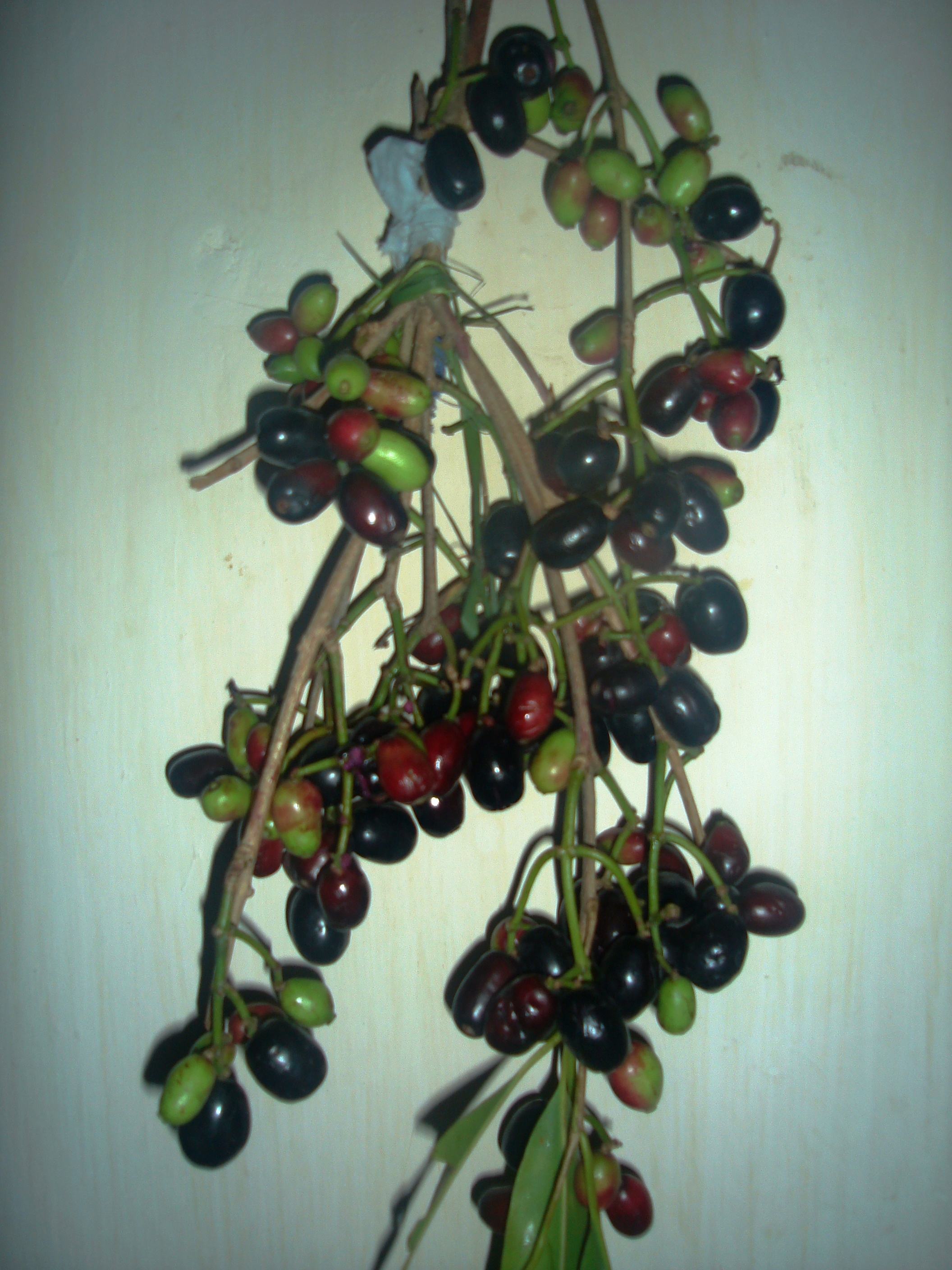